# La Tierra Media: sombras de guerra
La Tierra Media: Sombras de guerra, titulado originalmente Middle-earth: Shadow of War, es un videojuego de rol de acción desarrollado por Monolith Productions y distribuido por Warner Bros. Interactive Entertainment para Windows, PlayStation 4 y Xbox One. Es la secuela del videojuego La Tierra Media: Sombras de Mordor. El título fue confirmado en febrero de 2017. Su lanzamiento estaba previsto para agosto de 2017 pero fue retrasado para el 10 de octubre de 2017.

## Jugabilidad
La Tierra Media: Sombras de guerra, al igual que su predecesor, es un videojuego de rol de acción en tercera persona con elementos de mundo abierto. El jugador toma el control de Talion, un montaraz de Gondor que posee varias habilidades atléticas y de combate. Sin embargo, Talion también posee habilidades especiales proporcionadas por Celebrimbor, un espectro elfo que busca vengarse de Sauron y que vive dentro del cuerpo de Talion.
Aunque conserva algunos elementos de Sombras de Mordor, el juego presenta muchas mejoras en su jugabilidad. Según sus desarrolladores, el personaje tendrá más de cien habilidades diferentes que podrá usar a lo largo de la historia para completar misiones y objetivos.
Además, el sistema Némesis ha sido mejorado, según declaraciones de Michael de Plater. Este sistema permitirá al jugador crear su propio ejército de orcos y vencer a los enemigos de manera estratégica. Por ejemplo, una vez que derrota a los capitanes rivales, el jugador controla la región y escogerá la facción que controlará y protegerá dicha región. También deberá nombrar un líder o caudillo de la facción asignada. Por supuesto, el jugador puede cambiar la facción cuando lo desee pero cada una es distinta y posee diferentes ventajas y desventajas.
Por otro lado, el jugador podrá convencer a los enemigos derrotados para que se unan a su ejército. También contara con aliados humanos y elfos en su lucha contra el señor oscuro Sauron. Adicionalmente, el jugador podrá cabalgar criaturas aladas para desplazarse más rápido. El juego también contará con un sistema de microtransacciones pero esto función solo será opcional, por lo que el jugador podrá completar el juego sin necesidad de usar dicha microtransacción. Otro detalle interesante es que los aliados y enemigos que el jugador haya conseguido en Sombras de Mordor se podrán transferir o exportar a la partida de Sombras de guerra. Pero si no ha obtenido dichos logros en el primer título de la serie, el jugador no contará con dicha función en esta segunda entrega.

## Argumento
Al igual que su predecesor, Sombras de guerra se sitúa en el universo literario de J. R. R. Tolkien, aproximadamente 1000 años antes de El Señor de los Anillos. El título continúa la historia de Sombras de Mordor y sigue los pasos de Talion y el elfo Celebrimbor, quienes han creado un anillo de poder que les permitirá derrotar al señor oscuro Sauron y a su ejército.

## Requisitos
Un día después de su anuncio oficial, Warner Bros. Interactive Entertainment confirmó los requisitos del videojuego.
Requisitos mínimos:
- Sistema operativo: Windows 7 SP1 con Actualización de plataforma para Windows 7
- Procesador: Core i5- 2550K, 3.4 GHz
- Memoria: 8 GB
- Tarjeta de video: GeForce GTX 670, Radeon HD 7950
- DirectX: versión 11
- Espacio en disco: 107 GB

Requisitos recomendados:
- Sistema operativo: Windows 10 (versión 14393.102 o superior)
- Procesador: Core i7-3770, 3.4 GHz
- Memoria: 16 GB
- Tarjeta de video: GeForce GTX 970, GeForce GTX 1060, Radeon R9 290X o Radeon RX 480
- DirectX: versión 11
- Espacio en disco: 107 GB

## Desarrollo
Aunque surgieron rumores sobre su desarrollo, Sombras de guerra fue anunciado oficialmente en febrero de 2017 por Warner Bros. Interactive Entertainment para Microsoft Windows, PlayStation 4, Xbox One y Nintendo Switch. Según declaraciones de la distribuidora, el videojuego no solo es compatible con PS4 Pro y Scorpio sino también con Xbox Play Anywhere. Su lanzamiento estaba programado para agosto de 2017 pero fue retrasado hasta octubre del mismo año.

## Recepción
La Tierra Media: Sombras de guerra recibió críticas «generalmente positivas» de acuerdo con Metacritic, un sistema de recolección de críticas. IGN dio una crítica positiva exponiendo que el juego era «más grande y ambicioso que Sombras de Mordor, con grandes resultados», y especialmente alabó el sistema de némesis, las batallas y la opción de multijugador. Sin embargo, Gamespot dio una crítica menos aduladora, argumentado que «intenta ser más grande que su predecesor con más habilidades, más armas, más orcos, pero te deja deseando que tuviera menos». Es más, específicamente criticó «la fachada, los menús y el sistema de botín», pero acabó concluyendo que «en general, es una experiencia divertida con momentos magníficos».
A estas críticas de opinión menos favorable se sumó el diario británico The Independent, publicando un artículo con el título de Una secuela decepcionante. El principal motivo de dicha crítica se centra en la pérdida, según el crítico Jack Sheperd, de la historia central del juego, pues «hacia el final, empiezas a estar preocupado únicamente de los orcos y no de la historia. Es una lástima considerando que El Señor de los Anillos es y será una de las más brillantes historias jamás contadas».